# Manostachya
Manostachya es un género con tres especies de plantas fanerógamas perteneciente a la familia de las rubiáceas.
Es nativa del centro y este tropical de África.

## Taxonomía
Manostachya fue descrita por Cornelis Eliza Bertus Bremekamp y publicado en Verh. Kon. Ned. Akad. Wetensch., Afd. Natuurk., Tweede Sect. 48(2): 41, 145. 1952. 

## Especies
- Manostachya juncoides (K.Schum.) Bremek. (1952).
- Manostachya staelioides (K.Schum.) Bremek. (1952).
- Manostachya ternifolia E.S.Martins (1981).